# Pseudouroctonus savvasi
Espèce
Pseudouroctonus savvasi est une espèce de scorpions de la famille des Vaejovidae.

## Distribution
Cette espèce est endémique du Coahuila au Mexique. Elle se rencontre à Ciudad Acuña dans la grotte Cueva de Casa Blanca et à Allende dans la grotte Cueva de la Azufrosa.

## Description
Le mâle holotype mesure 38,8 mm et la femelle paratype 31,5 mm.

## Étymologie
Cette espèce est nommée en l'honneur de Charley Savvas.

## Publication originale
- Francke, 2009 : « Description of a new species of troglophile Pseudouroctonus (Scorpiones: Vaejovidae) from Coahuila, Mexico. » Texas Memorial Museum Speleological Monographs, no 7, Studies on the cave and endogean fauna of North America, no 5, p. 11-18.